# Паче, Джан Паоло

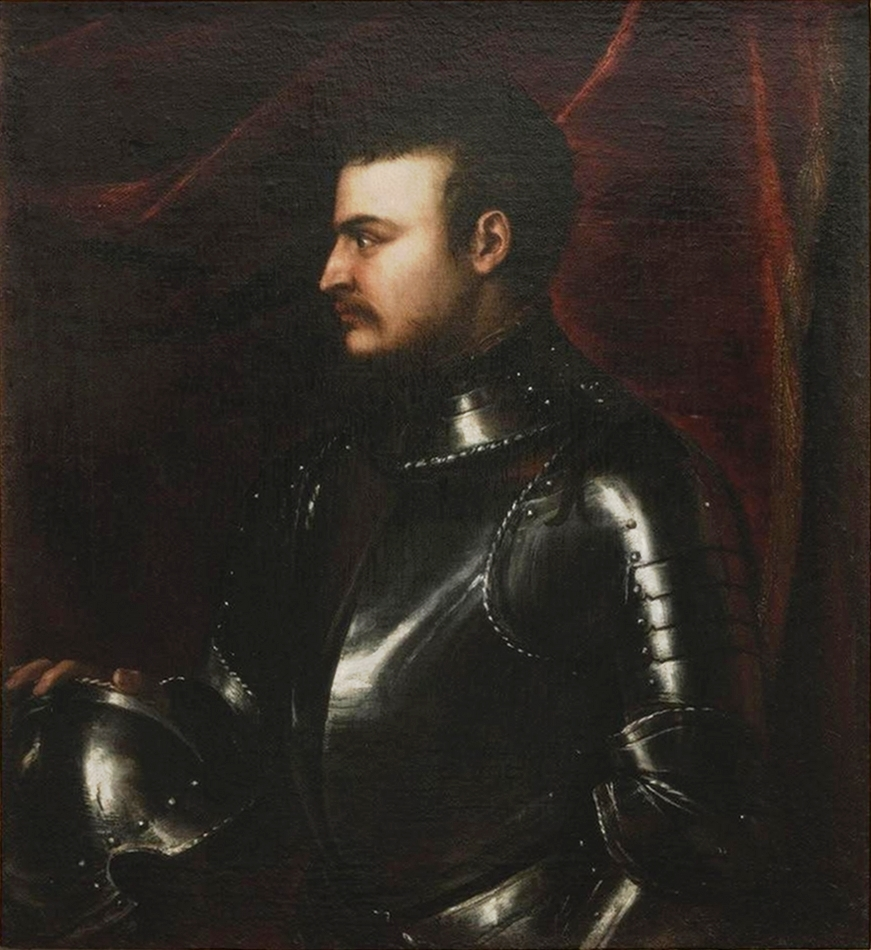
Портрет Джованни делле Банде Нере работы Джан Паоло Паче, галерея Уффици

Джан Паоло Паче, известный как l’Olmo (итал. Gian Paolo Pace; 1528, Венеция — 1560, там же) — итальянский живописец-портретист. Представитель венецианской школы живописи.
Кроме Венеции, в середине шестнадцатого века работал также во Флоренции. Здесь поэт Пьетро Аретино заказал художнику написать портрет Джованни делле Банде Нере, последнего из великих итальянских кондотьеров, отца Козимо I, герцога Тосканского, умершего в Мантуе в 1526 году. Портрет, созданный по погребальной маске его отца, был завершён в конце 1545 года. Картина была подарена его сыну Козимо I Медичи.

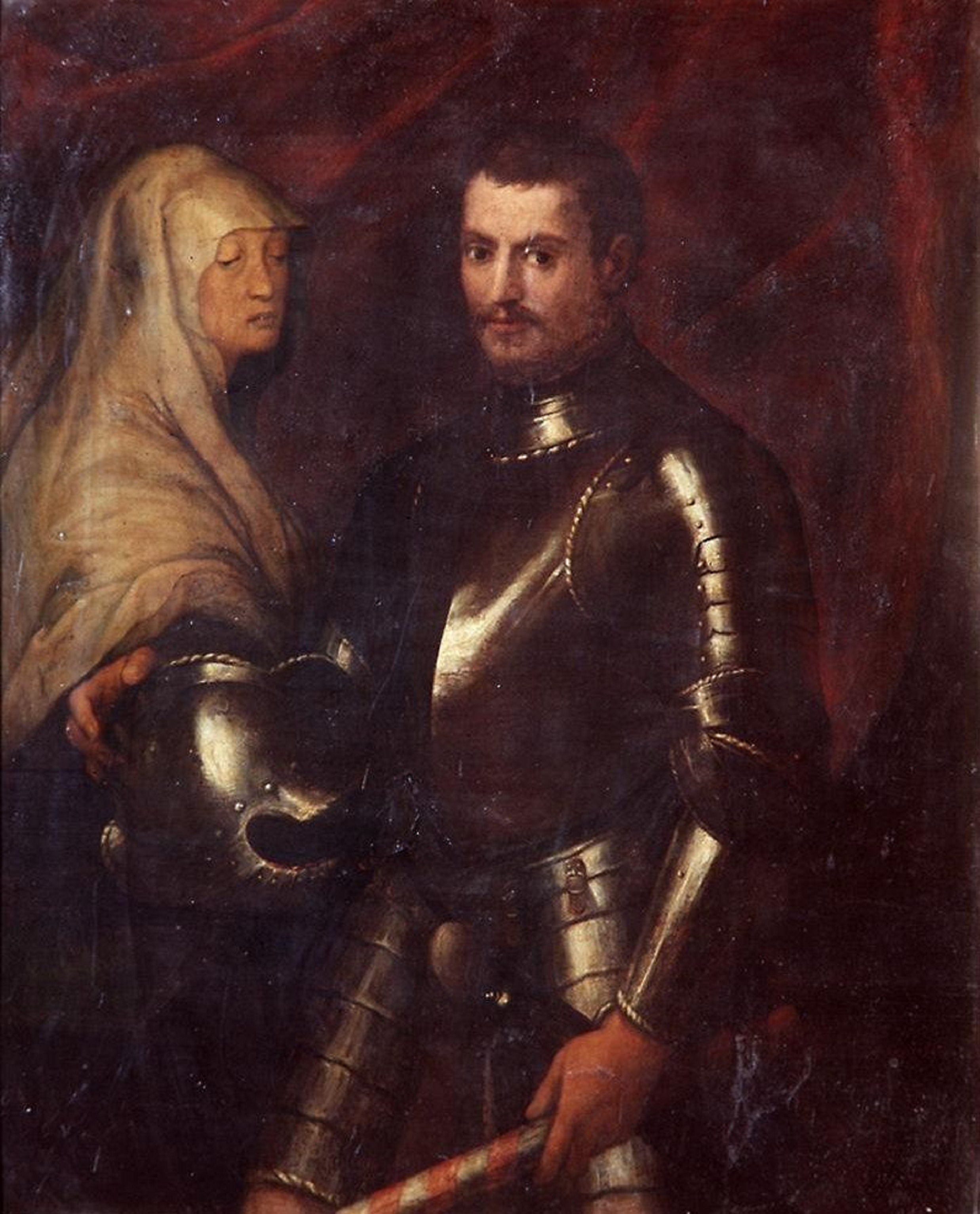
Портрет Козимо I Медичи и Марии Сальвиати, жены Джованни делле Банде Нере
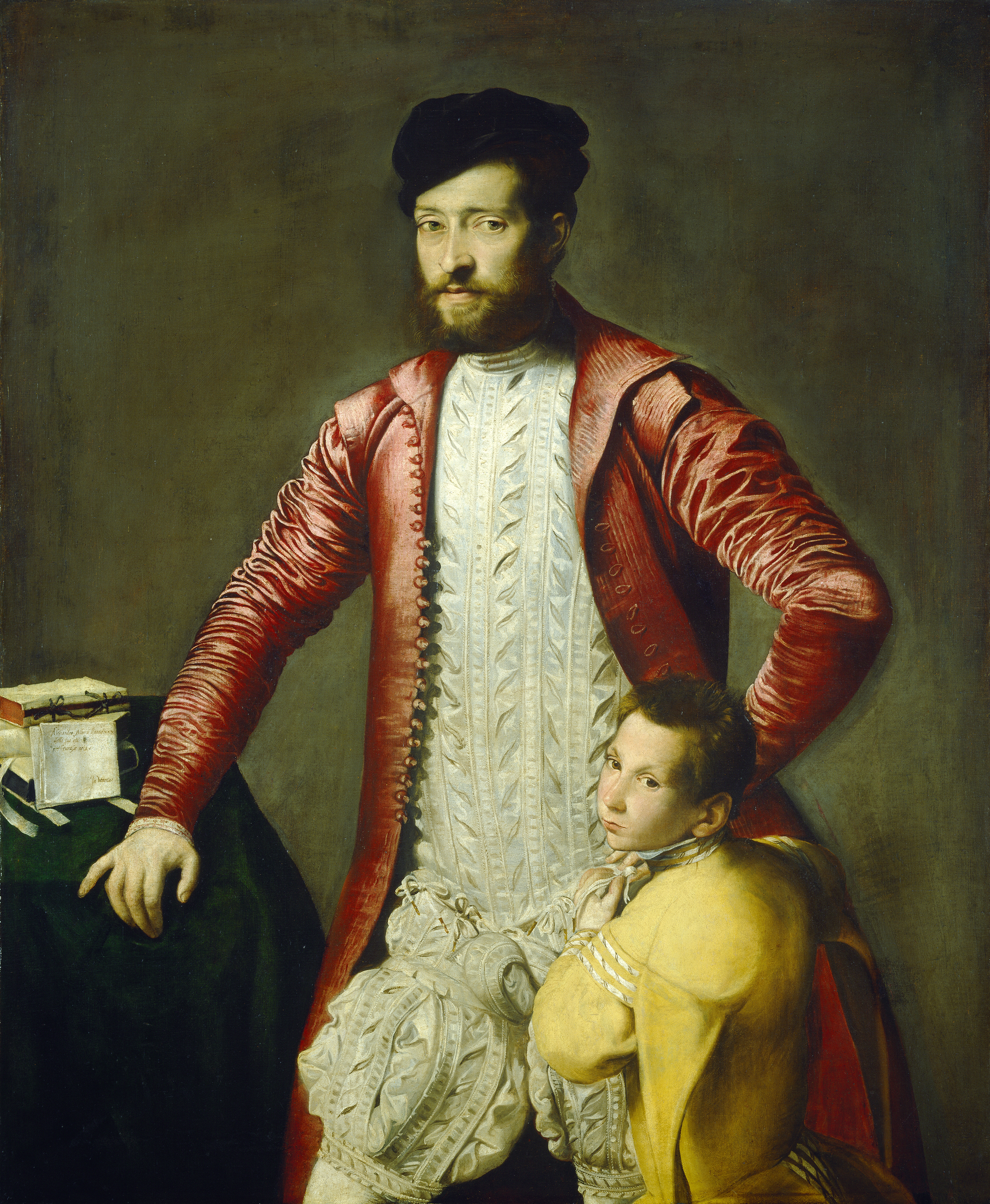
Алессандро Альбертини с пажом